# Steyr TMP
TMP (англ. Tactical Machine Pistol — тактический автоматический пистолет) — автоматический пистолет под патрон 9×19 мм Парабеллум, производства австрийской компании Steyr Arms.
Серийное производство оружия было начато в конце 1992 года.

## Описание
Корпус TMP и используемые магазины изготовлены из синтетического материала DCEF 1313. В задней части имеется антабка. Автоматика работает за счёт отдачи ствола при его коротком ходе, запирание ствола производится его поворотом. УСМ позволяет вести стрельбу одиночным и непрерывным огнём.
Корпус TMP состоит из двух частей: нижней с УСМ и предохранителем и верхней со стволом, затвором и возвратной пружиной.
Предохранителей три: два из них предотвращают выстрел при незапертом затворе и падении оружия, а третий блокирует курок до нажатия на спусковой крючок.
На цевье имеется дополнительная передняя рукоятка. Приклад отсутствует, однако может устанавливаться отдельно. Steyr TMP показал себя отличным оружием для стрельбы на небольшом расстоянии, и особенно — в закрытых помещениях. Благодаря небольшим размерам пистолет легко прячется под одеждой. Эти особенности Steyr TMP чрезвычайно удобны для бойцов специальных подразделений, работающих под прикрытием.
Магазин Steyr TMP находится в рукояти. Применение средних по мощности патронов делает оружие устойчивым при автоматической стрельбе. Конструкция пистолета позволяет оборудовать его дополнительно лазерным целеуказателем, тактическим прибором и прибором бесшумной стрельбы.

## Варианты
- SPP — самозарядный вариант, пистолет без передней рукоятки. Ствол удлинён.
- MP9 — пистолет-пулемёт, созданный компанией Brugger  + Thomet AG на базе TMP. Основные отличия: наличие складного вправо приклада и планки Пикатинни для установки дополнительных прицельных приспособлений.
  - Также существуют такие варианты MP9, как TP9, TP9SF, TP9 Carbine, MP9-FX, MP9-M.

## Страны-эксплуатанты
- Австрия — состоит на вооружении армейского спецподразделения Jagdkommando[4] и полицейского спецподразделения EKO Cobra[5].
- Индия: MP9 используется полицией Мумбаи[6].
- Италия: используется подразделением Gruppo di Intervento Speciale[7].
- Португалия: MP9 используется португальской армией[8].
- Словакия — в 2007 году закуплено 23 шт. MP9[9]
- Украина — в 2013 году на вооружение спецподразделения «Титан» Государственной службы охраны МВД Украины поступила партия MP-9[10].
- Франция: охрана президента[11].
- Швейцария: MP9 используется некоторыми подразделениями армии Швейцарии.
- Казахстан: MP9 используются спецподразделениями[источник не указан 1566 дней]
- Россия: MP9 используются некоторыми сотрудниками ЦСН ФСБ "А"[источник не указан 1566 дней]